# Gare de Haut-de-Caux
La gare de Haut-de-Caux est une gare ferroviaire située sur le territoire de la commune suisse de Montreux, dans le canton de Vaud.

## Situation ferroviaire
Établie à 1 140 mètres d'altitude, la gare de Haut-de-Caux est située au point kilométrique 3,06 de la ligne Montreux-Glion-Rochers de Naye. Elle est située entre les gares des Echets (en direction de Montreux) et de Crêt-d'y-Bau (en direction des Rochers-de-Naye).
Elle est dotée d'une voie bordée par un quai.

## Histoire
La ligne de Glion aux Rochers-de-Naye ouvre en 1892 et, avec elle, la gare ferroviaire de Haut-de-Caux. Enfin, la section de Montreux à Glion est inaugurée le 7 avril 1909, ce qui explique que le comptage des points kilométriques soit distinct entre les deux sections. L'ensemble de la ligne a été électrifiée en 1938.

## Service des voyageurs

### Accueil
Gare des MVR, elle est dotée d'un abri en planches sur le quai dans lequel se situent un banc et un distributeur automatique de titres de transport. À proximité de l'abri se situe un totem sur lequel sont affichés les horaires de passage des trains.
Elle n'est pas accessible aux personnes à mobilité réduite.

### Desserte
La gare de Haut-de-Caux est desservie par un train par heure et par sens reliant la gare de Montreux aux Rochers de Naye. La desserte est assurée du mercredi au dimanche en hiver, à l'exception de la période de Noël et tous les jours le restant de l'année. Le restant du temps, les trains sont terminus en gare de Haut-de-Caux.

### Intermodalité
La gare de Haut-de-Caux n'est en correspondance avec aucune autre ligne de transports en commun. Le téléski de Caux, appartenant au domaine skiable des Rochers de Naye, se situe néanmoins à une cinquantaine de mètres de la gare.